# Montchauvet (Calvados)
Pour les articles homonymes, voir Montchauvet.
Montchauvet est une ancienne commune française, située dans le département du Calvados en région Normandie, devenue le 1er janvier 2016 une commune déléguée au sein de la commune nouvelle de Souleuvre en Bocage.
Elle est peuplée de 370 habitants.

## Géographie
La commune est en Bocage virois. Son bourg est à 9 km à l'est du Bény-Bocage, à 13 km au sud-ouest d'Aunay-sur-Odon, à 18 km au nord-est de Vire et à 23 km au nord-ouest de Condé-sur-Noireau.
Le territoire est bordé au sud-est par la route départementale no 26 reliant Vire au sud-ouest à Aunay-sur-Odon au nord-est. Du bourg, on y accède par la D 298 qui le relie également à l'ouest à la D 577 (axe Vire-Caen, ancienne route nationale 177). Le bourg est également traversé du nord au sud par la D 290 joignant Montchamp au sud et Ondefontaine au nord. L'accès à l'A84 est à Saint-Ouen-des-Besaces (échangeur 41) à 16 km au nord-ouest, ou à Coulvain (échangeur 42) à 19 km au nord.
Montchauvet est sur la ligne de partage des eaux entre les bassins de l'Orne et de la Vire. La majeure partie — occidentale — du territoire est dans le bassin de.la Vire par son sous-affluent le Rubec. Grossi de son affluent la Hutière, il conflue avec le Blandouit (qui marque la limite nord) en sortant du territoire, à l'ouest. Ce dernier rejoint la Souleuvre en dehors du territoire, après que celle-ci en ait brièvement bordé le sud-ouest. L'est est dans le bassin de l'Orne par son sous-affluent la Druance dont un bras délimite le nord-est. Deux de ses affluents parcourent la commune : le ruisseau de Vory et le Halgre.
Le point culminant (293/294 m) se situe au sud, près du lieu-dit la Moinerie. Le point le plus bas (145 m) correspond à la sortie du Rubec du territoire, à l'ouest. La commune est bocagère, sauf le sud-ouest, occupé par le bois de la Boulaie.
| Saint-Pierre-Tarentaine (comm. nouv. de Souleuvre en Bocage)                                             | Montamy (comm. nouv. de Souleuvre en Bocage), Le Mesnil-Auzouf | Danvou-la-Ferrière                        |
| Saint-Pierre-Tarentaine (comm. nouv. de Souleuvre en Bocage)                                             | Montchauvet                                                    | Danvou-la-Ferrière, Saint-Jean-le-Blanc   |
| Le Bény-Bocage (comm. nouv. de Souleuvre en Bocage), Saint-Charles-de-Percy (comm. nouv. de Valdallière) | Montchamp (comm. nouv. de Valdallière)                         | Lassy, Estry (comm. nouv. de Valdallière) |

## Toponymie
Le nom de la localité est attesté sous la forme Monte Calvet en 1050. Ce toponyme signifie « mont chauve ». De nos jours, l'une des nombreuses collines de la commune, à proximité du bourg, est encore dépourvue de végétation ligneuse.
Homonymie avec Montchauvet (Yvelines).
Le gentilé est Montcalvétien.

## Histoire
Le relief du territoire communal explique son occupation humaine ancienne et les restes d'une enceinte fortifiée.
Le 1er janvier 2016, Montchauvet intègre avec dix-neuf autres communes la commune de Souleuvre-en-Bocage créée sous le régime juridique des communes nouvelles instauré par la loi no 2010-1563 du 16 décembre 2010 de réforme des collectivités territoriales. Les communes de Beaulieu, Le Bény-Bocage, Bures-les-Monts, Campeaux, Carville, Étouvy, La Ferrière-Harang, La Graverie, Malloué, Montamy, Mont-Bertrand, Montchauvet, Le Reculey, Saint-Denis-Maisoncelles, Sainte-Marie-Laumont, Saint-Martin-des-Besaces, Saint-Martin-Don, Saint-Ouen-des-Besaces, Saint-Pierre-Tarentaine et Le Tourneur deviennent des communes déléguées et Le Bény-Bocage est le chef-lieu de la commune nouvelle.

## Politique et administration
| Période                                  | Période       | Identité         | Étiquette | Qualité      |
| ---------------------------------------- | ------------- | ---------------- | --------- | ------------ |
| 1971                                     | mars 2001     | Ernest Dodeman   |           | Agriculteur  |
| mars 2001                                | décembre 2015 | Michel Moisseron | SE        | Entrepreneur |
| Les données manquantes sont à compléter. |               |                  |           |              |

Le conseil municipal est composé de onze membres dont le maire et trois adjoints. Ces conseillers intègrent au complet le conseil municipal de Souleuvre-en-Bocage le 1er janvier 2016 jusqu'en 2020 et Michel Moisseron devient maire délégué.

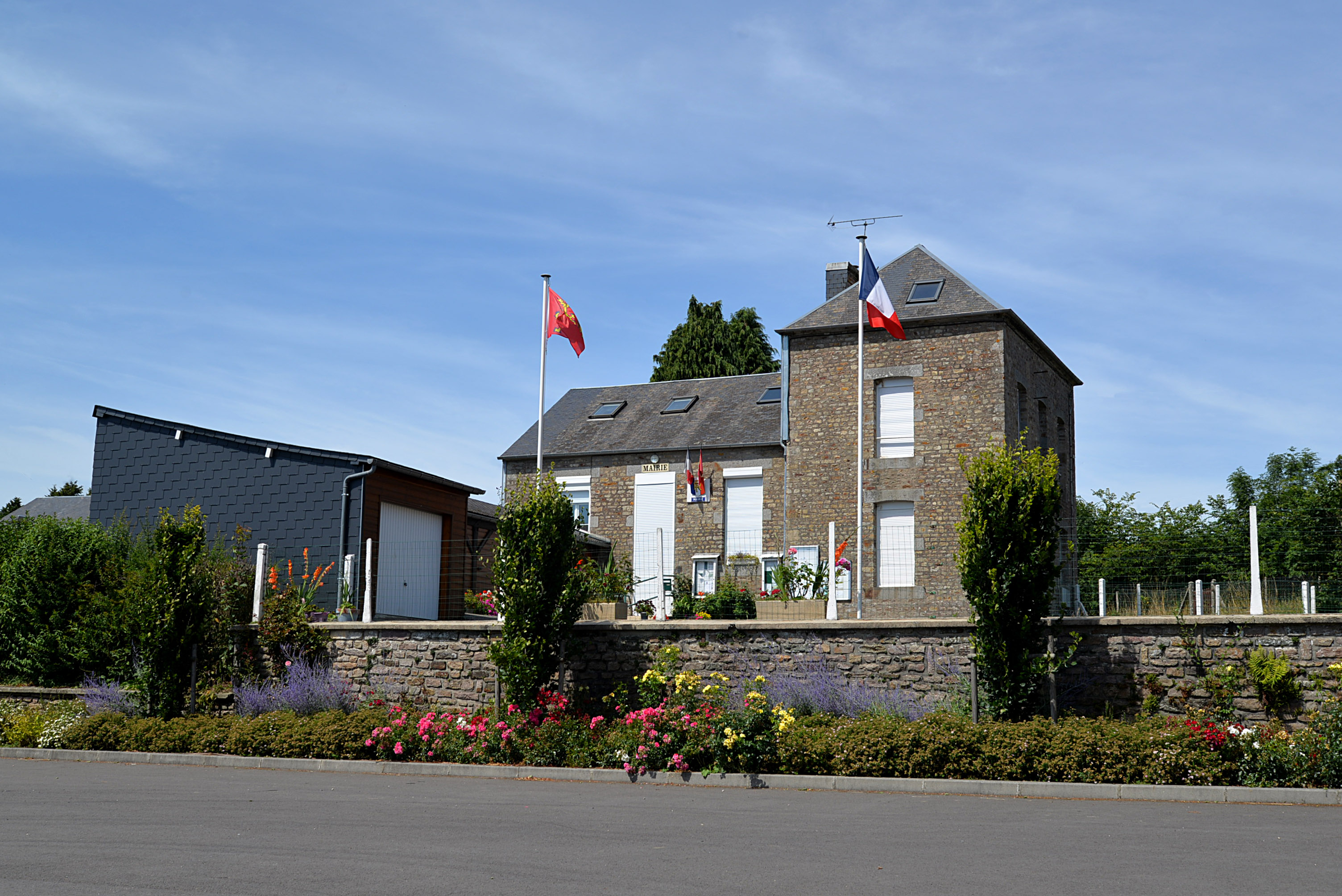
La mairie.

## Démographie
En 2022, la commune comptait 370 habitants. Depuis 2004, les enquêtes de recensement dans les communes de moins de 10 000 habitants ont lieu tous les cinq ans (en 2007, 2012, 2017, etc. pour Montchauvet) et les chiffres de population municipale légale des autres années sont des estimations.
Montchauvet a compté jusqu'à 1 135 habitants en 1806.
| 1793  | 1800  | 1806  | 1821  | 1831  | 1836  | 1841  | 1846 | 1851 |
| ----- | ----- | ----- | ----- | ----- | ----- | ----- | ---- | ---- |
| 1 117 | 1 015 | 1 135 | 1 105 | 1 037 | 1 018 | 1 010 | 980  | 948  |

| 1856 | 1861 | 1866 | 1872 | 1876 | 1881 | 1886 | 1891 | 1896 |
| ---- | ---- | ---- | ---- | ---- | ---- | ---- | ---- | ---- |
| 901  | 869  | 875  | 804  | 795  | 772  | 764  | 713  | 686  |

| 1901 | 1906 | 1911 | 1921 | 1926 | 1931 | 1936 | 1946 | 1954 |
| ---- | ---- | ---- | ---- | ---- | ---- | ---- | ---- | ---- |
| 692  | 630  | 589  | 456  | 531  | 531  | 450  | 441  | 456  |

| 1962 | 1968 | 1975 | 1982 | 1990 | 1999 | 2007 | 2012 | 2017 |
| ---- | ---- | ---- | ---- | ---- | ---- | ---- | ---- | ---- |
| 418  | 389  | 325  | 343  | 308  | 340  | 362  | 381  | 380  |

| 2019 | - | - | - | - | - | - | - | - |
| ---- | - | - | - | - | - | - | - | - |
| 381  | - | - | - | - | - | - | - | - |

## Lieux et monuments
- Alignement mégalithique des neuf menhirs de la Plumaudière, inscrit au titre des monuments historiques[11].
- Église Saint-Samson (reconstruction).
- Vestiges du château des seigneurs de Magneville. Le site, situé en limite nord-est du village, dans le bois du parc Huet, se présente sous la forme de deux enceintes entourées d'un rempart de terre et séparées par un fossé[12].

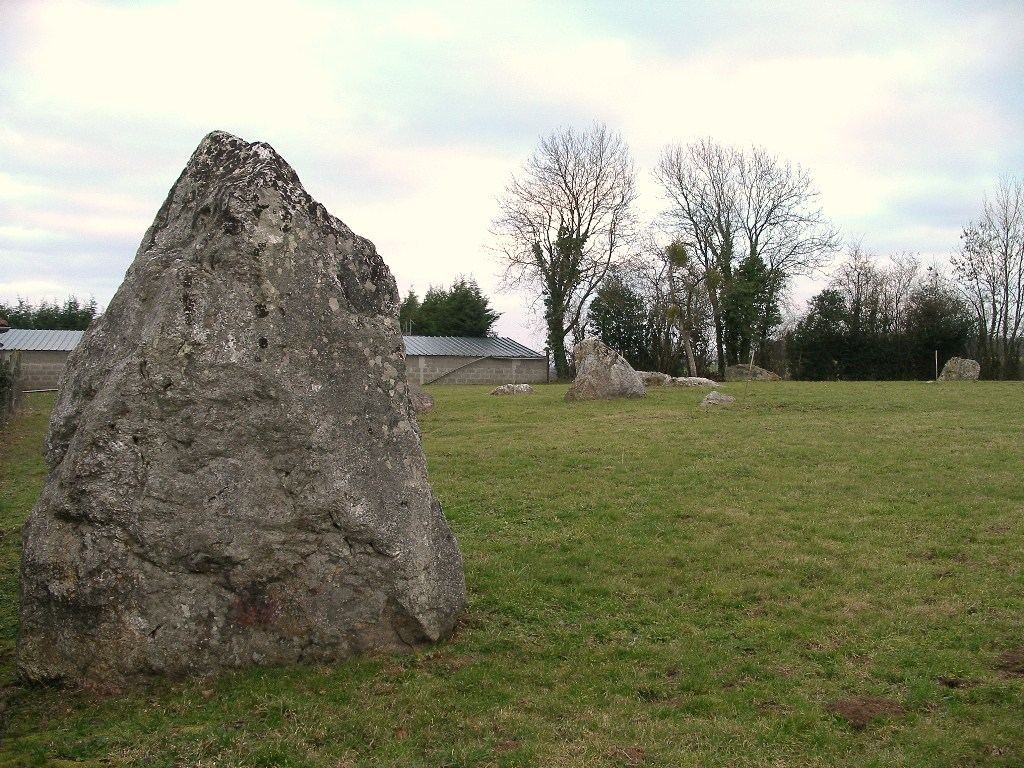
Les menhirs de la Plumaudière.
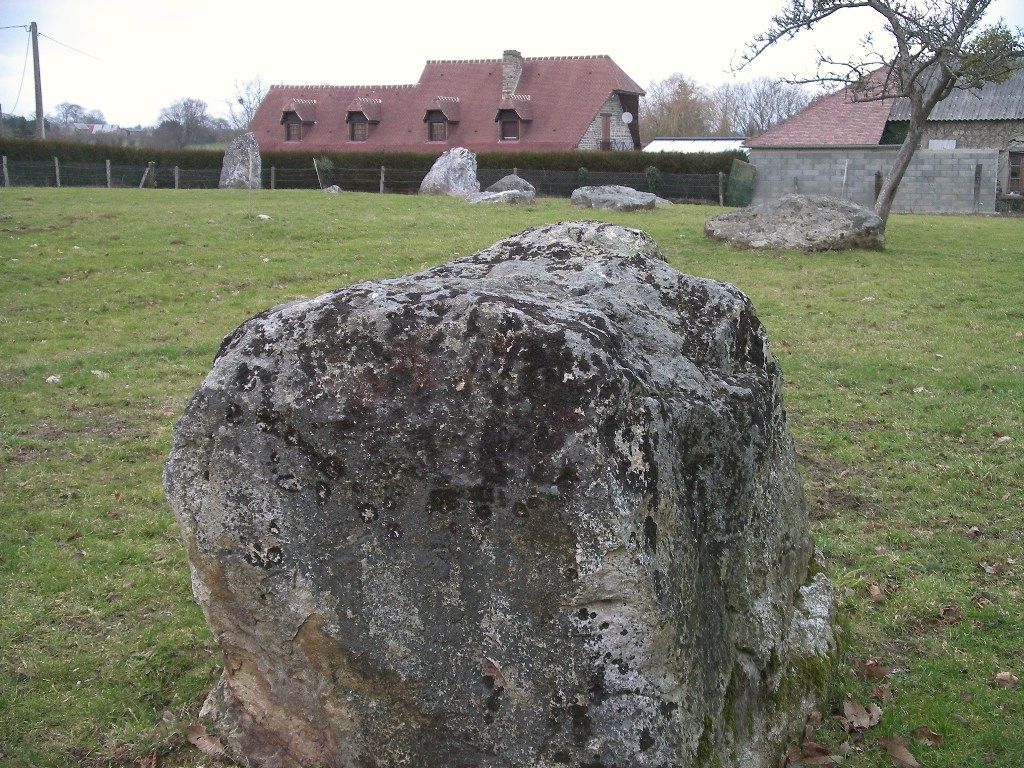
Les alignement de menhirs de la Plumaudière.
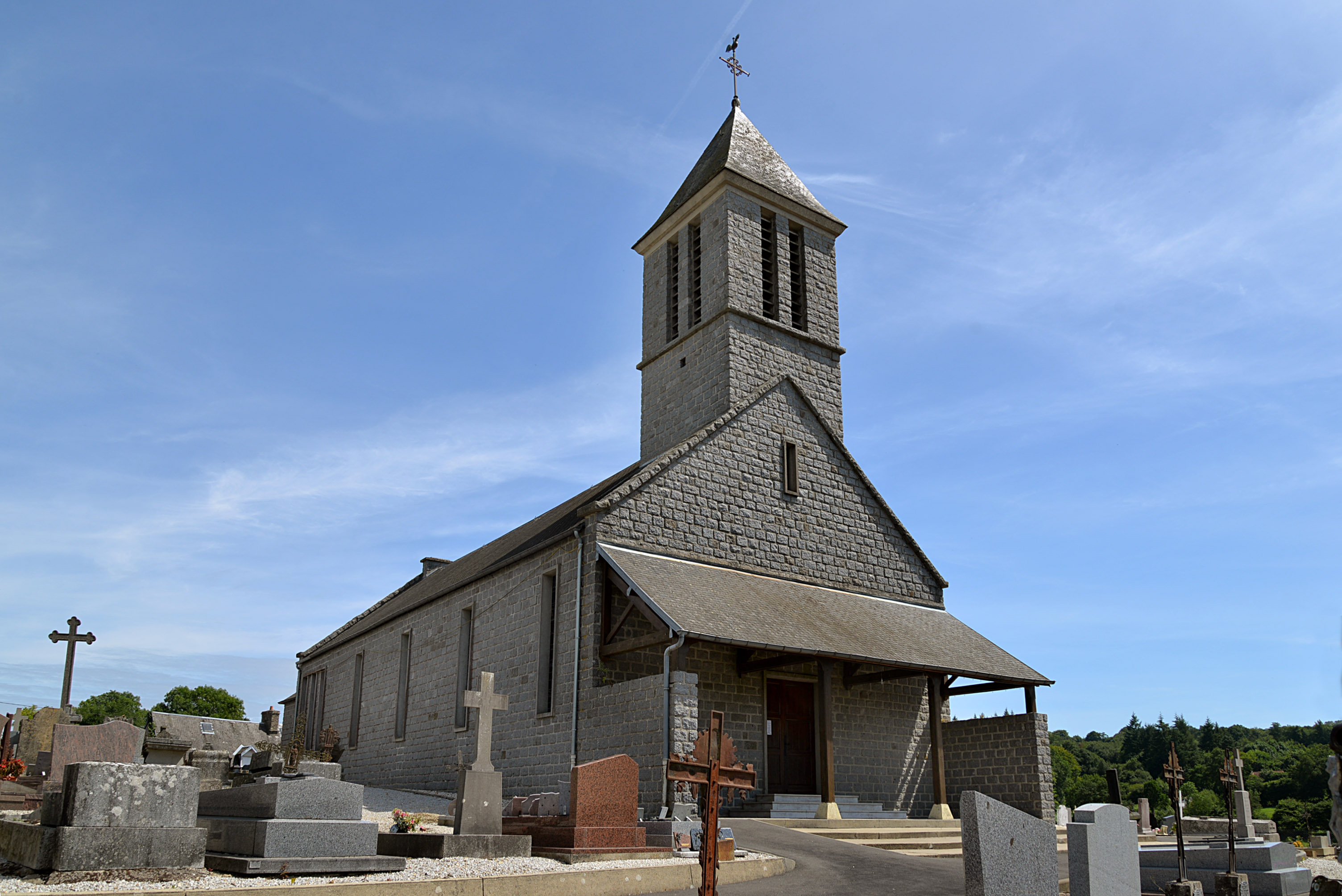
L’église Saint-Samson.
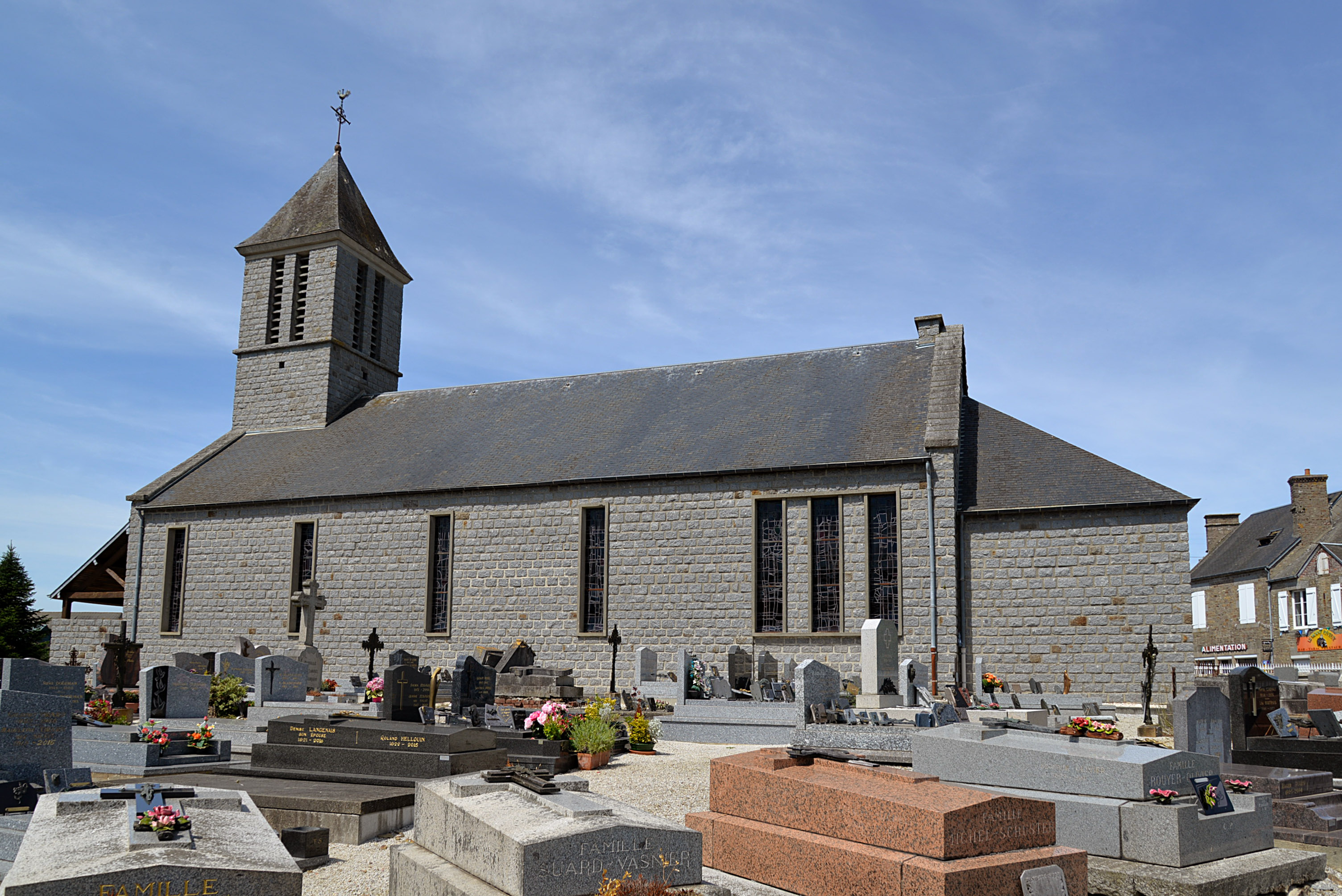
L’église Saint-Samson.
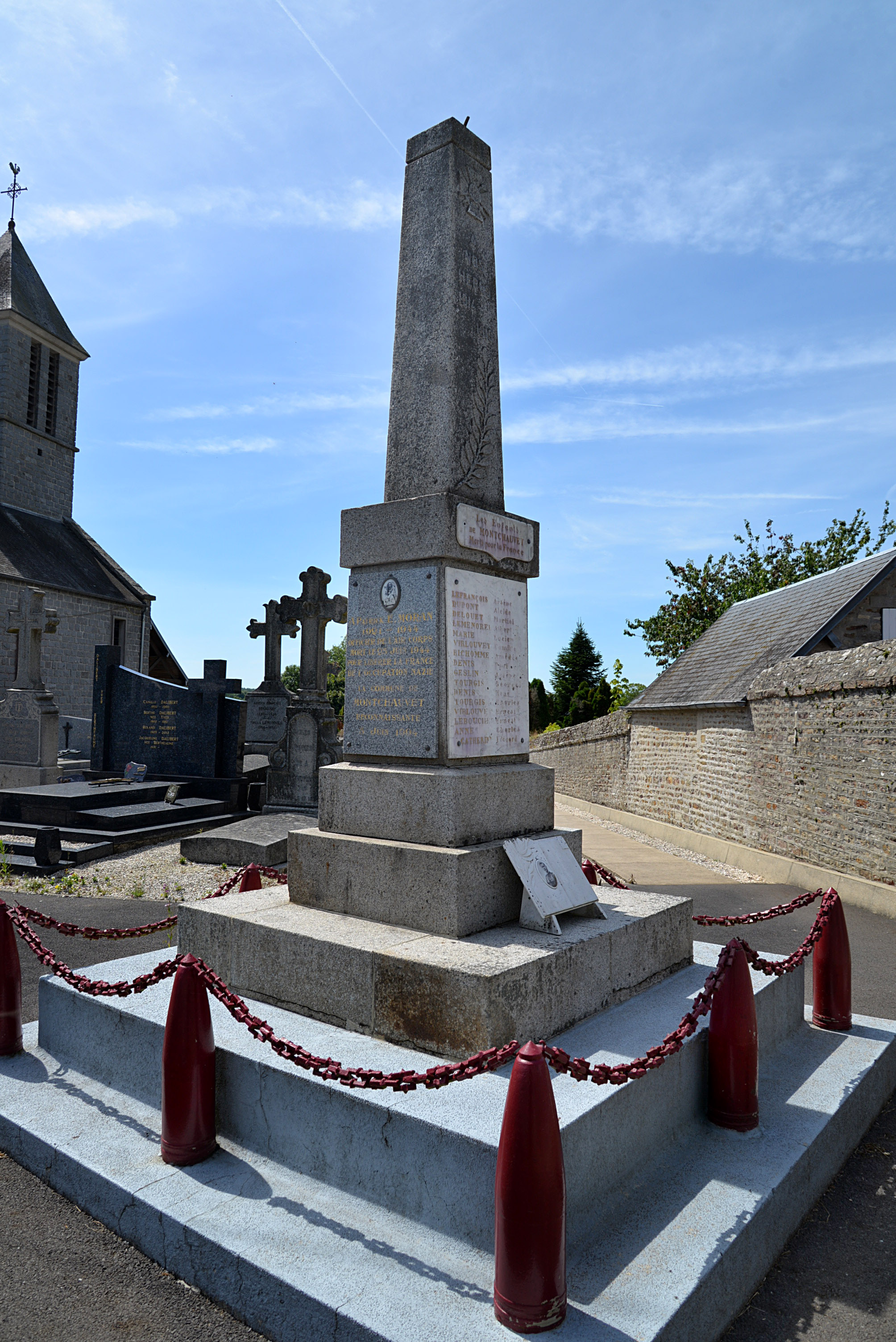
Le monument aux morts.

## Activité et manifestations
La fête communale est la Saint-Mathurin, aux alentours du 1er mai. Un vide-greniers et une course cycliste sont notamment organisés.